# 沃洛吉斯六世
沃洛吉斯六世（波斯語：‎；？—228年），安息帝國之王，208年至216年左右在位。

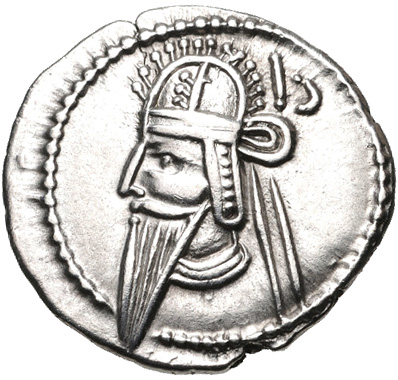
沃洛吉斯六世的錢幣

他是沃洛吉斯五世之子，208年繼承王位。幾年後他的兄弟阿爾達班四世起兵爭奪王位，到了216年左右阿爾達班四世已征服安息帝國大部分領土，沃洛吉斯六世僅能控制塞琉西亞一帶。224年阿爾達班四世被阿爾達希爾一世擊敗，後者建立了薩珊王朝，228年塞琉西亞也落入薩珊王朝掌控。